# Lê Thước
Lê Thước (1891 - 1975) hiệu Tĩnh Lạc; là nhà giáo dục, nhà biên khảo Việt Nam ở đầu thế kỷ 20.

## Thân thế và sự nghiệp
Ông sinh ngày 13 tháng 4 năm 1891 ở xã Lạc Thiện, huyện La Sơn; nay là xã Trung Lễ, huyện Đức Thọ, tỉnh Hà Tĩnh.

### Đi học, dạy học
Xuất thân trong một gia đình nhà nho nghèo, nên ông phải vất vả ngay từ thuở nhỏ (chăn trâu, cắt cỏ, phụ giúp mẹ dệt vải để kiếm ăn). Mãi đến năm 14 tuổi (1905), ông mới theo cha vào Huế học chữ Hán. Và đến năm 1908, ông bắt đầu học thêm chữ Pháp. 
Năm 1910, ông thi đỗ bằng Tiểu học, được vào học Quốc Học Huế. Ông học giỏi, một năm lên hai lớp, nên chẳng bao lâu sau ông lấy được bằng Thành Chung, được bổ làm trợ giáo tại Nha học chính Trung Kỳ.
Tháng 8 năm 1917, ông xin đổi ra dạy học ở trường Pháp-Việt thành phố Vinh (Nghệ An). Năm sau (Mậu Ngọ, 1918), nhân ở đấy có khoa mở khoa thi Hương, ông xin thi và đỗ Giải nguyên. Đây là khoa thi Hương cuối cùng của triều Nguyễn trên đất Trung Kỳ.
Thi đỗ cử nhân, nhưng ông không ra làm quan, mà xin được học thêm. Tháng 8 năm 1918, ông được tuyển vào học trường Cao đẳng Sư phạm Đông Dương ở Hà Nội.
Năm 30 tuổi (1921), ông đỗ tốt nghiệp với bài luận văn được điểm cao nhất có nhan đề là "L' Enseignement des caracteres chinois en Vietnam" (Việc dạy chữ Hán ở Việt Nam). Sau đó, ông được bổ đến dạy Pháp văn, Việt văn và Việt sử ở trường Quốc học Vinh. Hai năm sau (1923), ông được bổ nhiệm làm Hiệu trưởng trường Cao đẳng tiểu học Vinh; kiêm Thanh tra các trường sơ học, tiểu học trong tỉnh Nghệ An.
Tháng 9 năm 1927, Nha học chính Đông Dương điều động ông ra Hà Nội dạy tiếng Việt tại trường Trung học Albert Sarraut (nay là Trường Trung học Phổ thông Trần Phú ở quận Hoàn Kiếm, Hà Nội).
Tháng 9 năm 1935, ông đổi đến dạy tại trường Trung học Bảo hộ (còn gọi là trường Bưởi, nay là Trường Trung học phổ thông Chu Văn An, Hà Nội).
Tháng 9 năm 1938, ông được cử làm Đốc học các trường ở thị xã Lạng Sơn. Cuối năm 1940, ông được chuyển về dạy ở trường Trung học Đào Duy Từ (Thanh Hóa). 
Tháng 5 năm 1943, ông bị Nhà nước bảo hộ cách chức vì có lòng yêu nước.

### Làm công tác nghiên cứu
Sau Cách mạng tháng Tám (1945), Lê Thước tham gia Hội đồng cố vấn giáo dục.
Tháng 12 năm 1946, cuộc kháng chiến toàn quốc bùng nổ, ông được cử giữ chức Chủ tịch Uỷ ban tăng gia sản xuất tỉnh Thanh Hóa. Trong năm đó, con trai cả của ông là Lê Thiệu Huy hy sinh ở Thakkhet (Lào).
Năm 1950, ông được bầu vào Ủy ban trung ương Hội Liên hiệp quốc dân Việt Nam. Tháng 3 năm 1951, ông được bầu vào Ban Chấp hành Uỷ ban Mặt Trận Liên-Việt toàn quốc.
Sau cuộc kháng chiến chống Pháp (1954), ông làm cán bộ ở Nha Giáo dục Phổ thông, sau chuyển sang Ban Tu thư thuộc Bộ Giáo dục (Hà Nội). Ở đây, ông làm công tác phiên dịch, hiệu đính, chú thích, giới thiệu các tác phẩm Hán-Nôm chọn lọc ở bậc trung học và đại học.
Tháng 2 năm 1957, ông đổi sang làm trong Ban phụ trách ngành Bảo tồn Bảo tàng thuộc Bộ Văn hóa, góp phần quan trọng trong việc phát hiện, sưu tầm hiện vật, và xây dựng Thư viện Hán Nôm. Đến tháng 6 năm 1963, ông được về nghỉ hưu ở tuổi 72 tuổi.

### Qua đời
Giáo sư Lê Thước mất ngày 1 tháng 10 năm 1975 (Ất Mão), thọ 85 tuổi .

## Tác phẩm
Giới thiệu về các tác giả quan trọng của cổ văn Việt Nam, có:
- Truyện cụ Nguyễn Du (viết chung với Phan Sĩ Bàng, 1924)
- Sự nghiệp thi văn của Uy Viễn tướng công Nguyễn Công Trứ (Nhà in Lê Văn Tân, Hà Nội, 1928)
- Văn thơ Nguyễn Khuyến (soạn chung, 1957)
- Thơ văn Nguyễn Thượng Hiền (soạn chung, 1959)
- Thơ chữ Hán Nguyễn Du (soạn chung, Nhà xuất bản Văn học, 1965).

Trong số ấy, "Truyện cụ Nguyễn Du" và "Sự nghiệp thi văn của Uy Viễn tướng công Nguyễn Công Trứ" là hai công trình tâm huyết, công phu hơn cả .
Về biên khảo, có:
- Niên biểu Việt Nam (1963)
- Nhận xét một số di tích và hiện vật gốc về thời Tây Sơn (1964)
- Hồ sơ di tích Nguyễn Trãi (sách tư liệu đại học Sư phạm, 1960)
- Bản đối chiếu niên hiệu Trung Quốc với niên hiệu Việt Nam và năm dương lịch (sách tài liệu Đại học Sư phạm I, 1967).
- Một sĩ phu yêu nước đầu thế kỷ XX - Cụ nghè Ngô Đức Kế (cùng viết với Trương Chính, Tạp chí Văn học số 3, H., 1969).

Về giáo khoa, có:
- Hán văn tân giáo khoa thư (Sách giáo khoa mới về Hán văn), đồng biên soạn với Nguyễn Hiệt Chi, xuất bản vào những năm 1928-1930.

Ngoài ra, theo Trần Hải Yến, thì ông là một trong số người đầu tiên tham gia viết sách văn học cho cấp học II (nay là Trung học cơ sở) và III (nay là Trung học phổ thông) ngay sau năm 1955.
Về thơ có: Tĩnh Lạc thi tập (chưa xuất bản).
Ghi nhận nhân cách và công lao của Giáo sư Lê Thước, ở thành phố Thủ Đức, Thành phố Hồ Chí Minh có con đường mang tên ông.